# Kråkevattnet
Kråkevattnet är en sjö i Alingsås kommun i Västergötland och ingår i Göta älvs huvudavrinningsområde. Sjön är 6,2 meter djup, har en yta på 0,026 kvadratkilometer och är belägen 141 meter över havet.